# Double Dungeons
Double Dungeons (рус. Двойные подземелья) — ролевая игра для приставки TurboGrafx-16 (PC Engine), созданная компанией NCS и выпущенная компанией NEC. В Японии игра впервые вышла 29 сентября 1989 года, а в Северной Америке — 31 декабря 1990.
Игра была переиздана на Virtual Console для приставки Wii в 2007 году — в Европе 9 марта, а в Северной Америке — 12 марта.

## Геймплей
Игрок движется в большом подземном лабиринте, по пути истребляя его население (разноцветных слизняков, пчёл-убийц, огров, болотных змей, агрессивно настроенных волшебников, людей-невидимок и многих других врагов). Лабиринт представляет собой узкий петляющий коридор со множеством развилок и тупиков. Игрок, находясь между двух стен этого коридора, может двигаться лишь вперёд или назад, но не в ширину, так что если на пути встречается враг, то его невозможно обойти стороной.
В игре представлено 22 лабиринта. Визуально они все совершенно одинаковы — различаются лишь по структуре, а также по типу и силе размещённых в них врагов. В игре присутствует следующее разделение лабиринтов по уровню игрока:
| Уровни | Лабиринты       |
| ------ | --------------- |
| 1-й    | Лаб. с 1 по 8   |
| 2-й    | Лаб. с 9 по 14  |
| 3-й    | Лаб. с 15 по 18 |
| 4-й    | Лаб. 19 и 20    |
| 5-й    | Лаб. 21         |
| 6-й    | Лаб. 22         |

Однако, эта дифференциация означает только силу противников, размещённых в каждом лабиринте. Даже игрок с первым уровнем может войти в любой лабиринт кроме 22, в который нельзя попасть без достигнутого шестого уровня (но уровень развития персонажа не ограничивается числом 6).
Ориентирование в каждом лабиринте значительно затруднено. Во-первых, в игре нет карты (игроку, если он не в силах запомнить бесчисленные похожие друг на друга развилки, остаётся только чертить карту в реальности). Во-вторых, каждый лабиринт графически совершенно монотонен на всём своём протяжении — ни в одном из них нет чётких опознавательных признаков, по которым можно определить своё местонахождение (если не считать магазинов, гостиниц и врагов — это объекты, которые всегда зафиксированны на определённых точках лабиринта).
С каждым лабиринтом связано особое задание (уничтожить некроманта, вернуть королю пропавшее сокровище и т.д), которое в виде текста выводится на экран, прежде чем игрок войдёт в лабиринт. Однако, вопреки различным названиям, выполнение любого задания всегда состоит в одинаковой последовательности действий: 1) найти сундук с Ключом Единорога (англ. Unicorn Key); 2) найти особую дверь, которая открывается этим ключом; 3) открыть дверь и уничтожить «босса» этого лабиринта.
В определённых местах каждого лабиринта размещены двери, ведущие в Магазин или Гостиницу. В Гостинице игрок может поспать (что восстановит здоровье до общего значения), а в Магазине — купить и продать предметы (как правило, оружие и доспехи).
Игрок может придумать себе имя или остаться безымянным. Имя состоит максимум из шести знаков (включая буквы и различные символы)
В игре есть две музыкальные темы — одна звучит во путешествия по лабиринту, другая — во время сражения с «боссом» лабиринта. Есть и звуковые эффекты.
Битва в Double Dungeons проходит в реальном времени, и начинается в тот момент, когда игрок стоит вплотную к врагу. Чтобы атаковать, игрок должен нажать кнопку I. Если игрок просто стоит перед врагом и ничего не делает, то враг будет постепенно атаковать его. Игрок может промахнуться при атаке. Враг также может промахнуться. Отступить можно в любой момент битвы — либо сделав шаг назад, либо отвернувшись от противника.
Каждая победа приносит игроку Опыт и Деньги. Враги зафиксированы на определённых местах каждого лабиринта, их Респаун происходит очень быстро.
Во время битвы можно открыть инвентарь (причём, на то время пока он открыт битва приостанавливается и спрайт врага исчезает) чтобы использовать какой-либо предмет (например, яблоко — для того чтобы восстановить здоровье).
Информация о силе врага отражается в окне сообщений. Сообщения такого рода делятся на два типа. Первый тип — это знак того что враг сильнее игрока, и битва с ним может кончиться плохо. Пример: игрок видит в окне действия отдалённый силуэт огра (до которого ещё два шага) — в окне сообщений возникают слова «О господи!» (англ. Oh dear!); игрок совершает ещё шаг и силуэт становится более явным — появляется слово «Огр !» (англ. Ogre!); ещё шаг и игрок сталкивается лицом к лицу с монстром — появляются слова «Здесь опасно!» (англ. It's dangerous here!). Второй тип сигнализирует о том, что враг вполне по зубам игроку. Пример: вдали виднеется зелёный слизняк и окно сообщений говорит — «Чёрт побери!» (англ. Zounds!); затем — «Показался зелёный слизняк!» (англ. Green slime has appeared!); и в конечном счёте — "Это хорошая возможность! (англ. This is a good oportunity!).
В случае гибели игрок возвращается в самое начало выбранного им лабиринта, при этом полностью теряя золото. Здоровье восстанавливается только до 24 очков. Однако, игрок не теряет достигнутого им уровня, заработанной экспы и собранных к этому моменту предметов.
Ролевая система Double Dungeons крайне проста. У игрока нет ни навыков, ни параметров. Очки опыта повышаются по мере уничтожения противников. Уровень игрока повышается тогда, когда количество набранных очков опыта достигает определённой отметки. Чем выше уровень игрока — тем больше опыта ему требуется для того чтобы получить новый. Вместе с уровнем повышается и общий запас здоровья. Боевая сила игрока зависит от качества его оружия, а сопротивление ударам противника — от качества надетых на игрока доспехов.
Яблоко (англ. Apple) — восстанавливает пять пунктов здоровья. Иногда яблоко автоматически попадает в инвентарь как награда за выигранную битву (чаще всего если уровень здоровья игрока опасно снизился). При этом появляется надпись «Яблоко. Вы взяли его» (англ. Apple.You' ve got it). Также несколько яблок добавляются в инвентарь игрока в случае его гибели.
Регенерация (англ. Refresh) — представляет собой сосуд с жидкостью. Восстанавливает здоровье до общего значения.
Ключ единорога (англ. Unicorn Key) — необходим для того, чтобы открыть дверь за которой скрывается «босс» лабиринта. Всегда лежит в сундуке, который находится в определённой точке каждого лабиринта.
В игре нет системы сейвов, но игрок может вернуться к достигнутому результату с помощью пароля, который можно получить в любой момент игры (за исключением битвы), нажав кнопку Run.
При игре вдвоём экран делится надвое: левая половина — для 1-го игрока, а правая — для 2-го. Каждый игрок может придумать себе имя, или остаться безымянным. Несмотря на то, что выбрать можно только один лабиринт на двоих (выбирает первый игрок), в конечном счёте лабиринт у каждого «свой», потому что у каждого игрока свои враги и свой инвентарь; игроки не могут встретиться, прийти друг другу на помощь в сражении или обменяться предметами. Получить пароль для сохранения игры может только 1-й игрок.

## Интерфейс

### Однопользовательский режим

Double Dungeons в режиме Одиночной игры

Игровой экран разделён на пять секций. Окно действия и окно персонажа занимают самое большое место. Инвентарь и компас представлены узкими линиями.
- Окно действия — здесь и происходит всё действие игры. Окно находится наверху и слева.
- Окно персонажа — отображает подробную информацию об игроке (имя, уровень, текущий запас здоровья, золото; текущий опыт и количество опыта, необходимое для следующего повышения уровня; оружие и доспехи). Окно находится наверху и справа.
- Линия инвентаря — предметы изображены в виде маленьких картинок. Линия находится посередине и справа.
- Линия информации — отображает следующую информацию: текущий запас здоровья по отношению к общему запасу здоровья, имя, уровень. Линия находится посередине и слева.
- Линия компаса — отображает названия сторон света, в зависимости от того куда повернулся игрок. Линия находится внизу и слева.
- Окно сообщений — отображает информацию о взаимодействии с миром игры. Помимо всего прочего, оно предупреждает игрока о силе врага, с которым тот связался. Окно находится прямо над Компасом.
- Логотип игры — Декоративный элемент, не связанный с геймплеем. Находится внизу и справа.

### Мультиплеер

Double Dungeons в режиме Multiplayer. Каждый из игроков сражается со своим врагом.

При игре вдвоём экран должен разделиться на две половины (левую и правую), поэтому с него исчезают следующие элементы интерфейса — окно персонажа, линия инвентаря и логотип (т.е вся правая половина, которая теперь предназначена для второго игрока). В результате на каждой половине экрана остаются только окно действия, окно сообщений, линия компаса и линия информации. Остальные элементы интерфейса, необходимые для игры, появляются при нажатии определённых кнопок: окно персонажа появится на месте окна действия если нажать Select, а линия инвентаря появится на месте линии информации если нажать II.

## Графика
Движения и повороты в лабиринте сопровождаются быстрой и в то же время весьма подробной анимацией, что создаёт иллюзию плавного движения в трёхмерном пространстве. Похожий приём используется в режиме путешествия игры Sword of Vermilion на приставке Sega Genesis.
Один раз нажав на кнопку вперёд, герой двинется вперёд на один продолжительный шаг. Если игрок держит кнопку вперёд нажатой, то герой движется вперёд непрерывно. Дальность обзора составляет два шага (к примеру, игрок видит спрайт с изображением врага если находится в двух шагах от него; игрок видит тупик коридора, если находится в двух шагах от него и т.п). В плане графики все лабиринты выглядят совершенно одинаково — везде используются одни и те же текстуры для стен, пола и потолка.
Если игроку удалось ударить врага, спрайт врага несколько раз вспыхивает красным цветом, а экран — белым. Если врагу удалось ударить, окно сообщений несколько раз вспыхивает красным. Кроме этого битва не сопровождается никакой анимацией, и спрайты, изображающие врагов, никогда не двигаются.

## Управление(геймпад PC-Engine)
вверх (перекрестие) — идти вперёд
вниз (перекрестие) — идти назад
влево (перекрестие) — поворот влево
вправо (перекрестие) — поворот вправо
I — атаковать (битва), использовать предмет (инвентарь)
II — открыть инвентарь
Select — переключить выбор (меню), выбрать товар (магазин), вызвать «Окно персонажа» (multiplayer)
Run — утвердить выбор (меню), получить пароль (сохранение игры)

## Оценка
- На сайте IGN присутствует отрицательная рецензия на игру, написанная Лукасом М. Томасом (англ. Lucas M. Thomas)[2]. В ней игра получила оценку 3.5 из 10 (Отвратительно) . Однако, эта рецензия была написана в 2007 году, то есть спустя 18 лет после выхода игры. Рецензент сказал что по увлекательности Double Dungeons уступает даже текстовым играм 1980-х годов, также посвящённым теме исследования лабиринта, у которых, в отличие от Double Dungeons совсем не было графического интерфейса. Автор рецензии назвал геймплей и сюжет смехотворными, а лабиринты — состоящими из «бесконечных параллельных и перпендикулярных сине-серых стен» . Игровой процесс в целом был охарактеризован как бессмысленный, скучный и однообразный. Выше всего была оценена графика игры с её гладким эффектом 3D. С лёгкой похвалой был отмечен режим игры вдвоём, за то что вносит некоторый интерес в игру.

## Интересные факты
- Если игрок не нажимает никаких кнопок на начальном экране, игра переходит в демонстрационный режим.
- Размер ROM-а игры, предназначенного для игры на эмуляторе, составляет приблизительно 256 Кб. Игра поддерживается эмулятором Magic Engine.